# Margarita Ivanovna Filanovich
Margarita Ivanovna Filanovich, née le 16 juin 1937 à Leningrad, est une historienne et archéologue ouzbèke, dirigeante de la mission archéologique de Tachkent, anciennement le détachement archéologique de Tachkent.
Les intérêts de recherche de Margarita Filanovich comprennent l'histoire et l'archéologie de l'Asie centrale ancienne et médiévale, la topographie historique des villes et l'étude des cultes religieux de l'époque correspondante. Elle a attiré l'attention sur la localité de Shashtepa en tant que site prometteur pour l'étude de la culture urbaine ancienne de Tachkent ; l'âge identifié de cet établissement archéologique a été considéré comme la date de fondation de la ville, qui a servi de base aux célébrations de son anniversaire.
Elle est lauréate du Prix d'État de la RSS d'Ouzbékistan du nom de Al-Biruni, dans le domaine de la science et de la technologie, en 1985.
Elle est rédactrice en chef adjointe de la revue Oʻzbekiston tarixi (Histoire de l'Ouzbékistan).

## Biographie

### Jeunesse
Margarita Ivanovna Filanovich est née à Leningrad (Saint-Pétersbourg) le 16 juin 1937. Son père meurt sur le front de la « Grande Guerre patriotique ». Elle habite dans la ville pendant le blocus ; par la suite sa famille est évacuée le long de la « route de la vie ». Après avoir ainsi échappé au siège de Leningrad, elle habite en Sibérie, puis en Biélorussie, et se retrouve finalement à Tachkent, où elle obtient son diplôme d'études secondaires. Pendant ses années d'études, elle s'intéresse particulièrement à l'histoire de la région.

### Études et début de carrière
Margarita Filanovich entre à l'Université d'État des études orientales de Tachkent (en), qui comporte à l'époque le seul département d'archéologie d'Asie centrale. Le département est dirigé par Mikhail Masson, qui devient le superviseur de la jeune historienne. Elle est diplômée de l'établissement d'enseignement avec les honneurs en 1959.
Sur la recommandation de son superviseur, Margarita Filanovich entreprend l'étude de l'habitat de Gyaurkala, qui fait partie du complexe de ruines de l'ancien Merv.
Elle travaille à l'Institut d'histoire et d'archéologie de Tachkent, jusqu'en 1970, lorsqu'un Institut d'archéologie est créé dans la ville de Samarcande ; elle y déménage, et à partir de 1973, elle est pendant 15 ans la secrétaire scientifique de l'institution.
Elle entre à l'école doctorale et se spécialise dans les matériaux des fouilles en 1974, soutenant sa thèse intitulée L'Ancien Merv à la lumière de l'étude de la stratigraphie de la ville antique de Gyaurkala pour le grade universitaire de Candidate des Sciences Historiques,.

### Archéologie de Tachkent et travaux ultérieurs
En 1967, à la suite d'un tremblement de terre massif (1966) et de la restauration ultérieure de Tachkent, le détachement archéologique de Tachkent est créée pour la surveillance archéologique des nouveaux bâtiments urbains. Margarita Ivanovna Filanovich rejoint ce détachement et après le départ en retraite de sa responsable Vera Bulatova en 1975 (ou en 1974 selon d'autres sources) elle lui succède à la direction. L'équipe de recherche couvre presque tous les sites archéologiques de Tachkent. En 1979, le détachement est réorganisé en une mission archéologique de Tachkent fonctionnant de façon permanente. Elle est également engagée dans la recherche d'autres anciens habitats d'Ouzbékistan (Kanka, Afrasiab).
En octobre 1985, un groupe d'archéologues enquêtant sur le problème « Les origines et le développement de l'urbanisation de l'Asie centrale sur la base des recherches archéologiques en Ouzbékistan », y compris M.I. Filanovich, reçoit le Prix d'État Beruni de la RSS d'Ouzbékistan dans le domaine de la science et de la technologie.
Elle occupe les postes de chercheuse principale à l'Institut d'archéologie de l'Académie des sciences de la République d'Ouzbékistan et de chercheuse principale à l'Institut d'histoire de l'Université nationale d'Ouzbékistan du nom de Mirzo Ulugbek.

## Travaux scientifiques
Les intérêts scientifiques de Filanovich couvrent l'histoire et l'archéologie de l'Asie centrale ancienne et médiévale, la topographie historique de ses villes et l'étude des cultes religieux de l'époque correspondante,.
En 2012, M.I. Filanovich est l'autrice de plus de 200 publications, dont une vingtaine de monographies. Pour d'autres ouvrages, elle joue à plusieurs reprises un rôle de rédactrice scientifique et de critique. Filanovich est rédactrice en chef adjoint de la revue O'zbekiston tarixi (Histoire de l'Ouzbékistan) et membre du conseil de coordination des thèses de la Commission supérieure d'attestation. Elle est l'un des autrices et membre du comité de rédaction des 1ère (1983) et 3ème (2009) éditions de l'encyclopédie de Tachkent.
Elle a participé à de nombreuses conférences et colloques internationaux, notamment à l'invitation d'un professeur à l'École Normale Supérieure à Paris.

### Recherche

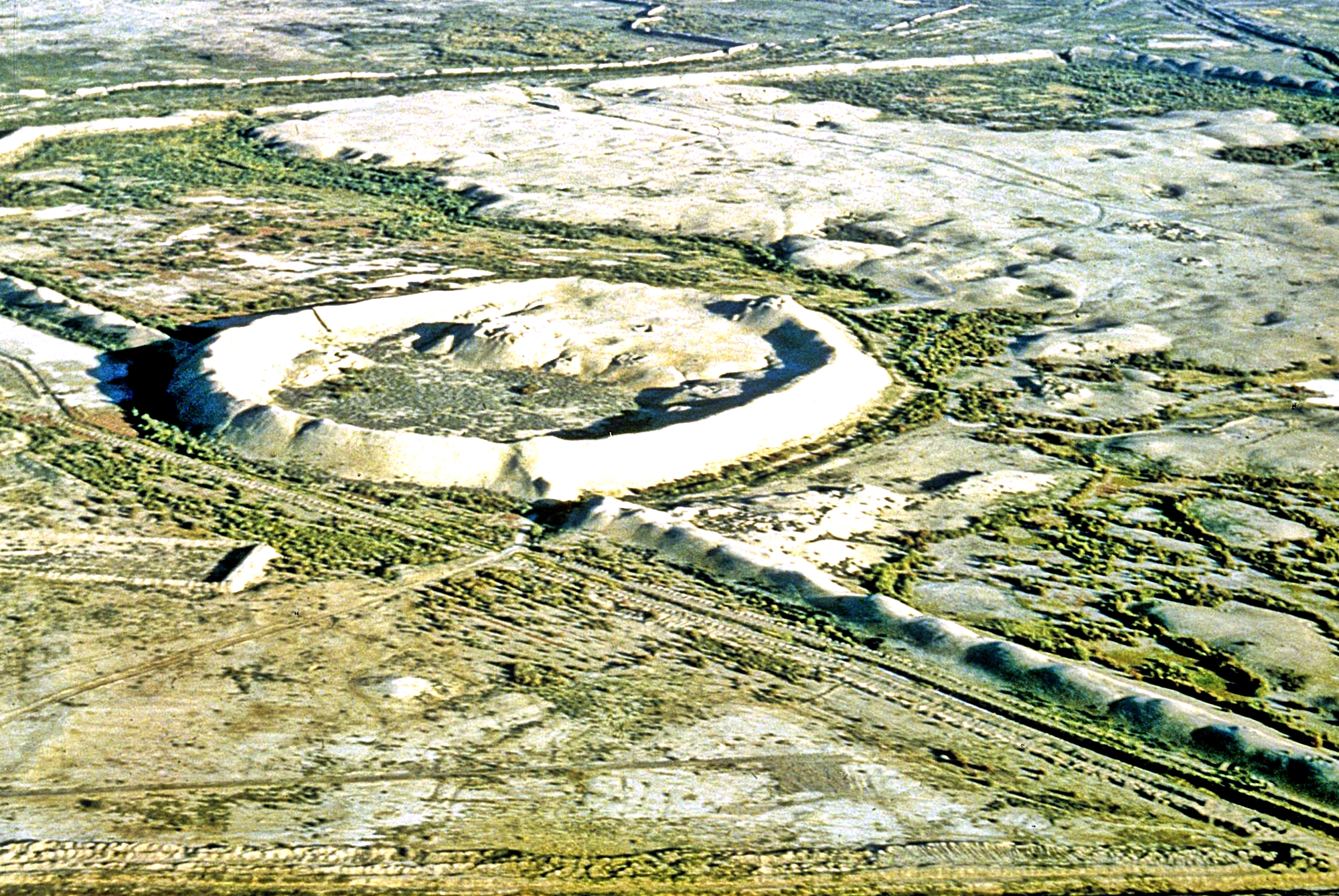
Vue aérienne des ruines de l'ancienne Merv.

Margarita Filanovich a étudié les étapes de formation et de développement du noyau urbain de la cité antique de Merv, les époques de l'ascension et du déclin de ce site historique ont été révélées.
Grâce à ses efforts en tant que participante et, par la suite, directrice de l'expédition archéologique de Tachkent, il a été possible de collecter une grande quantité d'informations historiques, culturelles et topographiques sur les conditions de développement actif du territoire urbain affectant les couches culturelles. Presque tous les établissements archéologiques de l'ancienne ville ont été examinés. L'équipe scientifique a publié les monographies « Ancient Tachkent » (1973) et « Antiquities of Tachkent » (1976).
Au fil du temps, le détachement réorganisé a incorporé des experts de l'âge de la pierre et du bronze et la question a été soulevée sur l'âge de la culture urbaine. M.I. Filanovich a attiré l'attention sur Shashtepa en tant que site prometteur pour l'étude de ses étapes les plus anciennes. En 1982, l'ouvrage collectif « Aux sources de la culture antique de Tachkent » a été publié, et en 1983, elle écrit elle-même la monographie Tachkent. L'origine et le développement de la ville et la culture urbaine. La même année, la célébration du 2000e anniversaire de la capitale républicaine a lieu sous les auspices de l'UNESCO, ce qui donne lieu à d'autres études sur la datation des villes anciennes en Ouzbékistan.

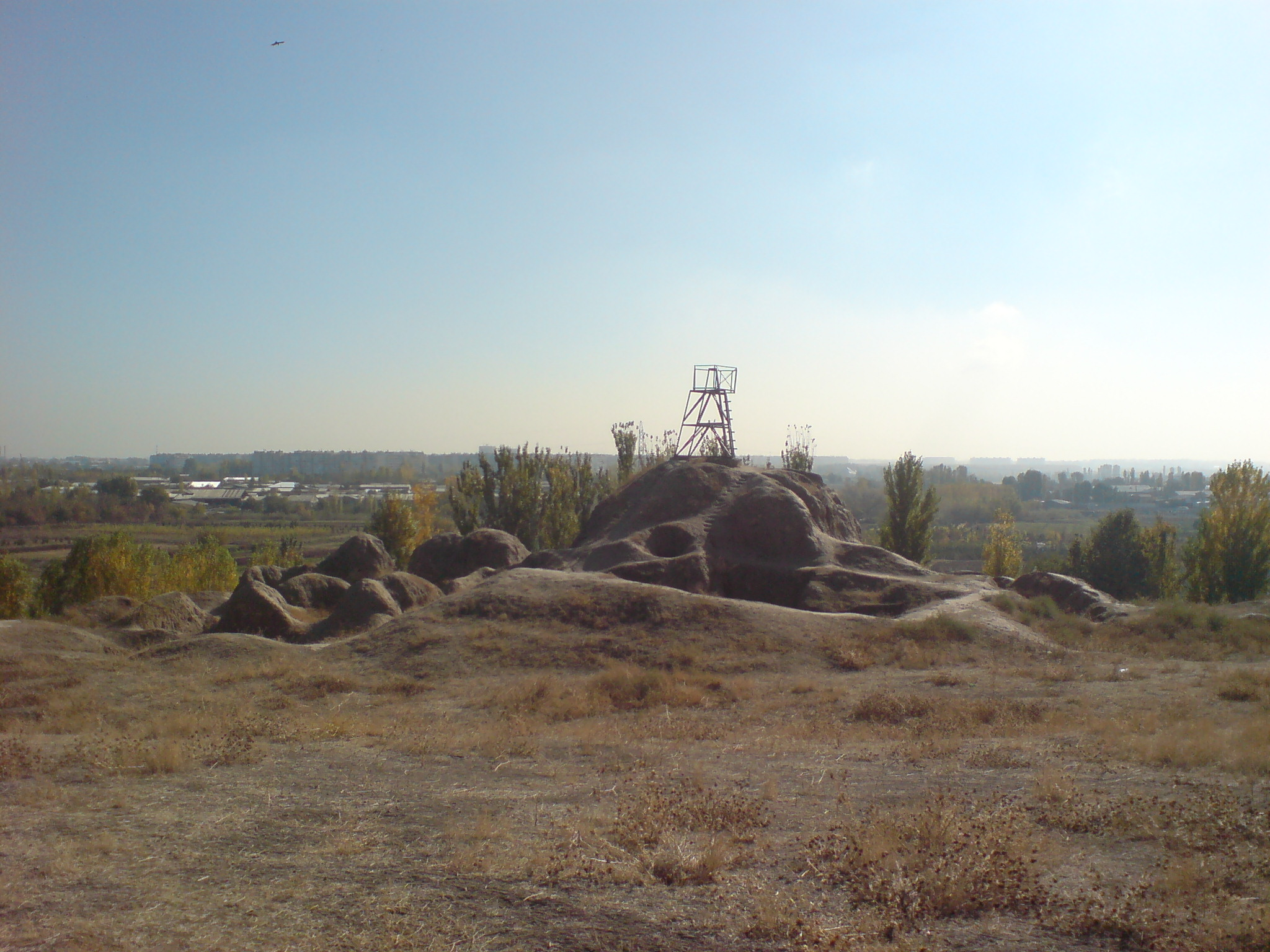
Vue générale de la citadelle de Shashtepa

M.I. Filanovich organise la base archéologique de Tachkent avec un musée et une bibliothèque, qui est à l'origine du futur département Tachkent de l'Institut d'archéologie de l'Académie des sciences de l'Ouzbékistan.
L'accumulation de matériel archéologique a permis à M.I. Filanovich de formuler un certain nombre d'arguments pour l'histoire des origines de l'oasis de Tachkent ; elle reçoit pour cela une reconnaissance scientifique en Ouzbékistan et au-delà. Dans le prolongement de ses recherches, le début de la culture urbaine sur le territoire de Tachkent est couvert pendant deux siècles. Des idées scientifiques mises à jour ont été reflétées dans la monographie « L'histoire antique et médiévale de Tachkent dans les sources archéologiques » (2010). Basées sur un ensemble de matériaux archéologiques permettant de dater l'âge de la plus ancienne culture urbaine de Shashtepa, et en tenant compte de l'étude de l'ancienne colonie de Minguryuk, les festivités du 2200e anniversaire de la capitale ont eu lieu en 2009. La décision concernant la célébration a été prise à la 34e session de la Conférence générale de l'UNESCO et approuvée par le Président de l'Ouzbékistan, I.A. Karimov,.

## Autres activités
M.I. Filanovich continue de collaborer avec le Département d'archéologie, la Faculté d'histoire de l'Université nationale (actuellement la direction archéologique est représentée à la faculté dans le cadre d'un seul département d'ethnologie), l'université islamique de Tachkent et le Centre républicain de préparation des guides pour les touristes étrangers.
Parallèlement à ses publications scientifiques, M.I. Filanovich écrit un certain nombre d'ouvrages scientifiques de vulgarisation, des articles et répond à des interviews ; elle signe aussi des cycles de programmes télévisés et radiophoniques s'adressant à un large public. De plus, elle sert comme consultante dans l'industrie cinématographique.
M.I. Filanovich s'adonne également au sport ; pendant ses études universitaires, elle pratique les sports équestres dans lesquels elle atteint la première catégorie, et le tennis de table. La floriculture est aussi l'un de ses passe-temps.

## Récompenses
Pour ses activités scientifiques et sociales, M.I. Filanovich a reçu un certain nombre de prix ouzbeks et étrangers :
- Prix d'État Beruni de la RSS d'Ouzbékistan dans le domaine de la science et de la technologie (1985)[1],[4] ;
- Ordre de Dustlik ;
- Médaille « Shuhrat » ;
- Ordre des Palmes Académiques (France) ;
- « Résident du Leningrad assiégé » (Comité exécutif de la ville de Leningrad).

## Monographies
- M.I. Filanovich, Tachkent. L'origine et le développement de la ville et la culture urbaine, Tachkent, Maison d'édition des fans de la RSS d'Ouzbékistan, 1983, 232 p. - 1000 exemplaires.
- R.G. Mukminova, M.I. Filanovich et D.A. Alimova, Tachkent au carrefour de l'histoire, essais sur l'histoire ancienne et médiévale de la ville, Tachkent, « Fan », 2001, 116 p. - 1000 exemplaires  (ISBN 5-648-02794-X).
- Margarita Ivanovna Filanovich O'zbekiston Respublikasi Fanlar Akademiyasi, Drevnjaja i srednevekovaja istorija Taškenta v archeologičeskich istočnikach [« Histoire médiévale antique de Tachkent dans les sources archéologiques »], Uzbekistan, E.V. Rtveladze, Tachkent, « Fan », 1000 exemplaires, 2010, 312 p. (ISBN 978-9943-01-503-6)
- D. A. Alimova et M. I. Filanovich, Toshkent tarikhi: qadimgi davrlardan bugungi kungacha = Istorii︠a︡ Tashkenta: s drevneĭshikh vremen do nashikh dneĭ [« L'histoire de Tachkent (des temps anciens à nos jours) »], Tachkent, Toshkent Tarihi (қadim davlardan Bugungi Kungach), « Art Fleks », 5000 exemplaires, coll. « Ŭzbekiston shaḣarlari tarikhi - Istorii︠a︡ gorodov Uzbekistana »,‎ 2007, 192 p. (ISBN 978-9943-301-08-5)

### Collectif (co-auteur)
- Ancien Tachkent / Resp. ed. Cand. l'histoire. Sciences I. Akhrarov. - Tachkent: Maison d'édition des fans de la RSS d'Ouzbékistan, 1973. - 144 p. - 1500 exemplaires
- Antiquités de Tachkent / Resp. ed. Acad. Académie ouzbek des sciences Ya. G. Gulyamov. - Tachkent: Fan Publishing House of the Uzbek SSR, 1976. - 132 p. - 1200 exemplaires.
- Aux origines de l'ancienne culture de Tachkent / Otv. ed. Cand. l'histoire. Sciences Shishkin GV. - Tachkent: Fan Publishing House of the Uzbek SSR, 1982. - 132 p. - 1000 exemplaires.